# Palatul Sturdza
Palatul Sturdza (dt.: Sturdza-Schloss) war ein Palast in Bukarest in Rumänien. Er wurde im Jahre 1946 wegen starker Beschädigungen nach dem Zweiten Weltkrieg abgerissen. Er befand sich mitten im heutigen Piața Victoriei.

## Geschichte
1897 ließ der Prinz Grigore M. Sturdza nach den Plänen des deutschen Architekten Julius Reinicke in Bukarest das Schloss bauen, das sein zukünftiger Wohnsitz sein sollte. Der Bau dauerte vier Jahre (1897–1901). Doch er schaffte es nicht, darin zu wohnen, denn er starb 1901. Das Gebäude wurde nach seinem Tod Sitz des Außenministeriums. Im Jahre 1937 fingen die Bauarbeiten des neuen Victoria-Palastes hinter dem Sturdza-Palast an. Im Zweiten Weltkrieg wurde das Schloss schwer beschädigt, und das Außenministerium zog in den Victoria-Palast. Da sich für das Gebäude keine Käufer fanden und es mitten auf dem Victoria-Platz stand, beschloss man 1946, es abzureißen.